# Erasure
Gli Erasure sono un gruppo musicale britannico prevalentemente dedicato ai generi synth pop, pop rock e new wave.
Nel corso della loro carriera hanno venduto oltre 25 milioni di copie dei loro album. Dal 1986 al 1997 il gruppo ha ottenuto 24 successi consecutivi nella classifica Top 20 del Regno Unito, mentre negli Stati Uniti sono entrati nella Top 20 (Billboard Hot 100) i brani A Little Respect, Chains of Love e Always.
Etichettati come "le definitive superstar del synthpop", i due membri della band sono soprattutto popolari nel Regno Unito e nell'Europa continentale, in particolare in Germania, Danimarca e Svezia, ma anche in Sud America (soprattutto in Argentina, Cile e Perù). Fin dai tempi della sua fondazione il gruppo ha avuto un legame con la comunità LGBT, tantoché il cantante Andy Bell nel tempo è divenuto un'icona gay.

## Storia
Il musicista e tastierista Vince Clarke, già membro e fondatore di altri due gruppi, Depeche Mode e Yazoo, dopo lo scioglimento dell'ultima band militò per breve tempo nel duo The Assembly (in coppia con l'ingegnere del suono Eric Radcliffe) nel 1983; alla ricerca di un nuovo cantante al termine dell'avventura con The Assembly mise un annuncio su Melody Maker alla quale rispose anche Andy Bell che per l'audizione si era preparato ascoltando Alison Moyet (la cantante degli ex Yazoo), Siouxsie and the Banshees e i Communards. Clarke e Bell fondarono così gli Erasure a Londra nel 1984.

### Dai primi singoli ai grandi successi
Dopo aver pubblicato il primo singolo Who Needs Love Like That ed un secondo, Heavenly Action, che raccolse tiepidi consensi, fu con il brano Oh L'amour che nel 1985 entrarono nelle classifiche di Australia, Francia e Germania raggiungendo un discreto successo. In Italia invece il brano passò per le radio ma rimase pressoché sconosciuto. Il loro primo album Wonderland, pubblicato nel giugno del 1986, riscosse all'incirca lo stesso successo dei singoli.
Dal secondo album The Circus, uscito nel 1987, fu estratto il singolo Sometimes, che raggiunse il secondo posto nella UK Singles Chart ed in Germania. Lo stesso album ebbe un buon successo e rese al duo musicale la prima notorietà.
Questi primi due album vennero prodotti da Flood (pseudonimo di  Mark Ellis), un produttore discografico destinato a ricoprire un ruolo importante nella musica elettronica degli anni novanta (aveva già prodotto Movement dei New Order ed E già di Lucio Battisti e curerà in seguito la produzione di Violator dei Depeche Mode).

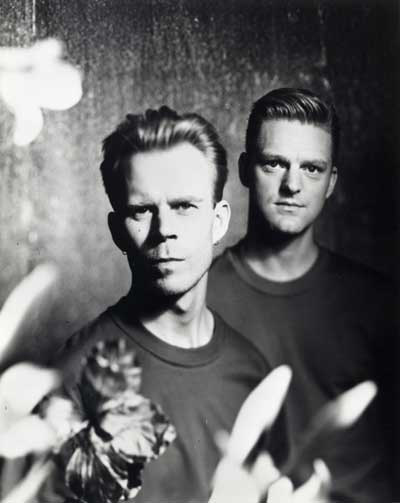
Vince Clarke (a sinistra) ed Andy Bell nel 1989

Il terzo album The Innocents, pubblicato nell'aprile del 1988, fu il loro primo disco di platino sia in Gran Bretagna che negli USA. Fu seguito da Crackers International EP (1988), Wild! (1989) e Chorus (1991), divenuti successi mondiali ed i cui estratti più conosciuti furono raccolti in Pop! The First 20 Hits uscito nel 1992 per il mercato britannico e statunitense.
Nel 1990 gli Erasure parteciparono al Cole Porter tribute album Red Hot + Blue (prodotto da Red Hot Organization) con una reinterpretazione del brano Too Darn Hot.
Anche il sesto album I Say I Say I Say (1994) raggiunse i primi posti nei mercati anglosassoni.
Nel 2000 l'album Loveboat segnerà il ritorno di Flood nel ruolo di produttore.

## Formazione
- Andy Bell - voce
- Vince Clarke - chitarra, sintetizzatori

## Discografia

### Album in studio
- 1986 – Wonderland (Mute Records)
- 1987 – The Circus (Mute Records)
- 1988 – The Innocents (Mute Records)
- 1989 – Wild! (Mute Records)
- 1991 – Chorus (Mute Records)
- 1994 – I Say I Say I Say (Mute Records)
- 1995 – Erasure (Mute Records)
- 1997 – Cowboy (Mute Records)
- 2000 – Loveboat (Mute Records)
- 2003 – Other People's Songs (Mute Records)
- 2005 – Nightbird (Mute Records)
- 2006 – Union Street (Mute Records)
- 2007 – Light at the End of the World (Mute Records)
- 2011 – Tomorrow's World (Mute Records)
- 2013 – Snow Globe (Mute Records)
- 2014 – The Violet Flame (Mute Records)
- 2017 – World Be Gone (Mute Records)
- 2018 – World Beyond (Mute Records)
- 2020 – The Neon (Mute Records)
- 2021 – The Neon Remixed (Mute Records)
- 2022 - Day-Glo (Based on a True Story)

### Live
- 1987 – The Two Ring Circus
- 2005 – The Erasure Show
- 2006 – Acoustic Live
- 2007 – Live at the Royal Albert Hall
- 2011 – Tomorrow's World Tour (Live At The Roundhouse)
- 2018 – World Be Live
- 2022 – The Neon Live (Mute Records)

### EP
- 1988 – Crackers International
- 1991 – Am I Right?
- 1992 – Abba-esque
- 1994 – I Love Saturday
- 1997 – Rain Plus
- 2001 – Moon & The Sky Plus
- 2006 – Boy EP
- 2007 – Storm Chaser
- 2009 – Pop! Remixed
- 2009 – Erasure.Club
- 2009 – Phantom Bride
- 2017 – World Be Gone
- 2021 – Ne:EP

### Compilation
- 1992 – Pop! The First 20 Hits
- 2003 – Hits! The Very Best of Erasure
- 2009 – Total Pop! The First 40 Hits
- 2012 – Essential
- 2015 – Always - The Very Best of Erasure

## Videografia

### VHS
- Live At The Seaside (1987)
- The Innocents - Live (1989)
- Wild! - Live (1990)
- ABBA-Esque (1992)
- Pop! The First 20 Hits (1992)
- The Tank, The Swan And The Balloon (1993)
- The Tiny Tour (1998)

### DVD
- Sanctuary - The EIS Christmas Concert 2002 (2003)
- Hits! The Videos (2003)
- The Tank, The Swan And The Balloon (2004)
- Greats Hits Live - Live At Great Woods (2005)
- The Erasure Show - Live In Cologne (2005)
- On The Road To Nashville (2007)
- Live At The Royal Albert Hall (2008)